# Here, My Dear
| 전문가 평가                   | 전문가 평가 |
| 평가 점수                     | 평가 점수   |
| 출처                          | 점수        |
| ----------------------------- | ----------- |
| AllMusic                      | [ 1 ]       |
| Chicago Tribune               | [ 2 ]       |
| The Guardian                  | [ 3 ]       |
| Mojo                          | [ 4 ]       |
| Pitchfork                     | 8.7/10      |
| PopMatters                    | 9/10        |
| Q                             | [ 4 ]       |
| The Rolling Stone Album Guide | [ 7 ]       |
| Uncut                         | [ 4 ]       |
| The Village Voice             | B+          |

《Here, My Dear》는 1978년 12월 15일 모타운 계열 레이블 타믈라 레코드에서 더블 음반으로 발매된 미국의 솔 싱어송라이터 마빈 게이의 열다섯 번째 스튜디오 음반이다. 이 음반의 녹음 세션은 1977년에서 1978년 사이에 캘리포니아주 로스앤젤레스에 있는 게이의 개인 스튜디오인 마빈 게이 스튜디오에서 열렸다. 이 음반은 게이가 첫 번째 아내인 안나 고디 게이와 신랄한 이혼에 초점을 맞춘 주제들로 유명하다.
발매와 동시에 상업적이고 비판적인 실패를 겪었지만, 게이의 사망 이후 몇 년 동안 음악 평론가들로부터 게이의 최고의 음반 중 하나로 찬사를 받았다. "그것은 시간이 좀 걸렸지만, 저는 마빈의 모든 형태의 음악을 감상하게 되었습니다"라고 안나는 인정했다.

## 배경
마빈 게이는 1976년 여름에 개인적인 위기를 겪고 있었다. 1975년 11월, 게이의 별거 중인 첫 번째 아내 안나 고디 게이는 화해할 수 없는 불화를 이유로 게이를 이혼으로 고소했다. 게이는 나중에 자신의 소비 습관으로 인해 지불이 늦어졌다고 주장했다. 1976년 9월, 위자료를 지불하지 못한 게이의 체포 영장이 발부되었다.
몇 주 후, 게이는 유럽 투어를 하자는 제안을 받아들였다. 1976년 10월부터 12월까지 게이는 영국, 프랑스, 네덜란드, 독일에서 공연을 했다. 복귀 후, 그는 〈Got to Give It Up〉을 녹음하여 그의 음반인 《Live at the London Palladium》에 발매했다. 이 노래는 빌보드 핫 100에서 1위에 오르며 국제적인 히트를 쳤다.
1977년 3월, 가수의 변호사인 커티스 쇼는 이혼 절차를 끝내길 원했고 게이가 다음 모타운 음반에서 벌어들인 음반 로열티의 절반을 애나에게 주도록 설득했다. 게이 부부의 이혼은 지난 6월 마무리됐다.

## 녹음
게이가 음반 제작을 시작할 때, 그는 "어차피 안나가 돈을 가지고 끝날 텐데 왜 목을 부러뜨려야 하지?"라고 말하며, "많은 음반도 없고, 좋은 음반도 없는 빠른 음반"을 하기로 결심했다고 말했다. 하지만 게이는 곧 전처가 될 아내를 위해 음반을 만들겠다는 생각을 가지고 살았기 때문에, 그것은 그가 "대중들에게 나의 최선의 노력을 바쳤다"고 말하며 그를 더욱 매료시켰다. 게이는 "깊은 열정으로" 이 음반을 녹음했으며, "내가 살아온 모든 것을 고갈시킬 때까지 노래하고 노래했다"고 언급했다.
1977년 3월 24일 게이는 엔지니어 아트 스튜어트와 함께 음반을 녹음하기 위해 스튜디오에 들어갔다. 평소 가사를 쓰지 않던 게이는 즉석에서 미리 녹음된 트랙이나 자신의 반주에 맞춰 중얼거렸다. 중얼거림은 "배반적인 멜로디"였고, 서너 테이크 후에 가사로 발전했다. 게이는 결국 음반의 모든 키보드 부분을 연주하며 "나는 그런 식으로 계획하지 않았다. 그것은 단지 직접 해보는 프로젝트로 판명되었습니다."

## 커버 아트
앞면 커버에는 마이클 브라이언이 만든 토가 복장을 한 게이의 그림이 그려져 있는데, 마이클 브라이언은 게이가 커버에 어떻게 묘사되기를 원하는지 설명했다. 뒷면 커버에는 로맨틱한 커플의 모의 로댕 조형물을 중심으로 "Matrimony(결혼)"이라는 글자가 새겨진 신전이 무너지는 모습이 담겼다. 오리지널 더블 음반 안에 있는 접힌 삽화는 한 남자의 손이 한 여자의 손에 닿아 그녀에게 음반을 주려고 하는 것을 보여준다. 범례 판정이 적힌 모노폴리 보드에 손을 뻗었다. 남자의 옆에는 녹음기와 그랜드 피아노가 있고, 여자의 옆에는 집과 자동차, 반지가 있다. 아치형 창문에서 호기심 많은 관찰자들이 지켜보는 가운데 정의의 저울이 경기 위에 앉아 있다. 데이비드 리츠는 당시 게이의 격동적인 심리상태를 반영한 이미지들의 병치현상을 묘사했다. 디자인 및 아트 디렉팅은 코시가, 일러스트는 마이크 브라이언이 맡았다.

## 곡 목록
모든 곡들은 특별한 언급이 없는 한 마빈 게이에 의해 작사/작곡하였다.
| #  | 제목                                                        | 작사·작곡                        | 재생 시간 |
| -- | ----------------------------------------------------------- | -------------------------------- | --------- |
| 1. | 〈Here, My Dear〉                                           |                                  | 2:48      |
| 2. | 〈I Met a Little Girl〉                                     |                                  | 5:03      |
| 3. | 〈When Did You Stop Loving Me, When Did I Stop Loving You〉 |                                  | 6:17      |
| 4. | 〈Already Over Me〉                                         | 델타 애시비, 게이, 에드 타운젠드 | 4:04      |

| #  | 제목                        | 작사·작곡      | 재생 시간 |
| -- | --------------------------- | -------------- | --------- |
| 5. | 〈Is That Enough〉          |                | 7:47      |
| 6. | 〈Everybody Needs Love〉    | 타운젠드, 게이 | 5:48      |
| 7. | 〈Time to Get It Together〉 |                | 3:55      |

| #   | 제목                                                                       | 작사·작곡      | 재생 시간 |
| --- | -------------------------------------------------------------------------- | -------------- | --------- |
| 8.  | 〈Sparrow〉                                                                | 타운젠드, 게이 | 6:12      |
| 9.  | 〈Anna's Song〉                                                            |                | 5:56      |
| 10. | 〈When Did You Stop Loving Me, When Did I Stop Loving You (Instrumental)〉 |                | 6:03      |

| #   | 제목                                                                  | 재생 시간 |
| --- | --------------------------------------------------------------------- | --------- |
| 11. | 〈A Funky Space Reincarnation〉                                       | 8:18      |
| 12. | 〈You Can Leave, but It's Going to Cost You〉                         | 5:32      |
| 13. | 〈Falling in Love Again〉                                             | 4:39      |
| 14. | 〈When Did You Stop Loving Me, When Did I Stop Loving You (Reprise)〉 | 0:47      |

## 같이 보기
- Life Is Good